# Roždace
Roždace es un pueblo ubicado en el territorio de Vranje, en el distrito de Pčinja, Serbia.

## Superficie
Posee una superficie de 10,83 kilómetros cuadrados.

## Demografía
Hasta 2011 la población era de 33 habitantes, con una densidad de población de 3,046 habitantes por kilómetro cuadrado.